# Borealgebouw
Het Borealgebouw (ook wel Proximusgebouw genoemd) is een kantoorgebouw in de Vooruitgangstraat in Sint-Joost-ten-Node. Het gebouw maakt deel uit van de Noordruimte, het zakelijke district van de stad, en bevindt op een steenworp van de hoofdingang van het station Brussel-Noord.
Het gebouw telt 16 verdiepingen.
De werken aan het gebouw begonnen in 1998 en eindigden in het jaar 2000.
Het gebouw werd eerst bezet door het telecombedrijf Proximus waarna het, na enkele jaren van leegstand, betrokken werd door de bank BNP Paribas Fortis begin 2011.
In de zomer van 2023 zal Proximus terug zijn intrek nemen in het gebouw. Zij verlaten immers hun iconische 'Proximus Towers'.